# Джаз-банд

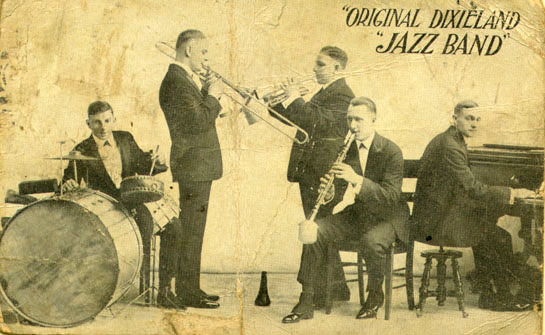
Original Dixieland Jazz Band, 1918 рік.

Джаз-банд (англ. jazz band) — музичний колектив, що виконує джаз. Зазвичай складається з шести музикантів: труба, кларнет, саксофон, фортепіано, контрабас та ударні.
Термін «джаз-банд» вперше з'явився 1915 року: новоорлеанський ансамбль Тома Брауна, який виступав в Чикаго, на афіші назвали «Tom Brown's Dixieland Jazz-Band». Надалі з'явилося декілька колективів, які називали себе «джаз-бандами», зокрема Original Dixieland Jazz Band («Оріджинал диксиленд джаз-банд») та «Креольський джаз-банд».
У 1920-ті роки джаз став популярним в Європі, і 1922 року в Москві з'явився «перший в РСФРР ексцентричний оркестр — джаз-банд» під керівництвом Валентина Парнаха. Надалі «джаз-бандом» почали називати не лише колективи з певним набором музичних інструментів, але й інші музичні гурти, що виконували джазовий репертуар, або звучали аналогічним чином. Згодом термін «джаз-банд» став менш популярним, замість нього поширеним став новий стиль «свінг».
Відродження терміна «джаз-банд» розпочалося в США наприкінці 1930-х років, а за межами країни — після Другої світової війни. З середини 1950-х років ансамблі зі складом, як у джаз-бандах, стали з'являтися у Польщі, Чехословаччині та СРСР, але називалися «диксилендами».